# Don't Worry, Be Happy
"Don't Worry, Be Happy" is een nummer van de Amerikaanse muzikant Bobby McFerrin. Het is het eerste a capellanummer dat de eerste plaats bereikte in de Billboard Hot 100, een positie die het twee weken hield. Alle geluiden in het nummer zijn gemaakt door McFerrin, die geen instrumenten gebruikte.  In een interview met USA Weekend beschreef McFerrin het nummer als: "een vrij nette filosofie in vier woorden." Don't Worry, Be Happy won in 1989 drie Grammy Awards: Best Song of the Year, Best Record of the Year en Best Male Pop Vocal Performance.
Daarnaast werd Don't Worry, Be Happy een hit in onder andere Nederland, Vlaanderen en Duitsland.

## Achtergrond

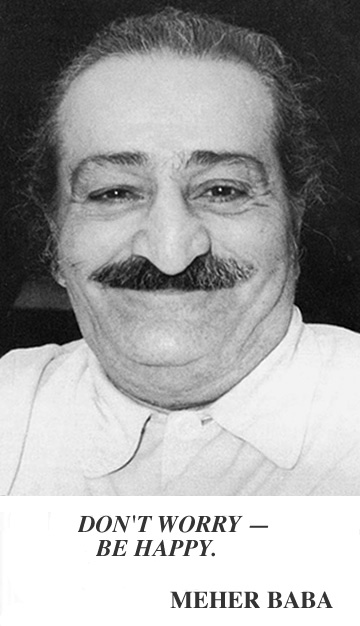
Meher Baba die vaak de uitdrukking "Don't worry, be happy" gebruikte.

De Indische goeroe Meher Baba (1894-1969) zei vaak "Don't Worry, Be Happy" wanneer hij tegen zijn volgelingen sprak. De uitdrukking werd in de jaren 1960 in de Verenigde Staten op inspiratiekaarten en posters gedrukt. In de jaren 1980 zag McFerrin een poster hangen in zijn appartement in San Francisco  en werd geïnspireerd door de charme en eenvoud van de uitdrukking. Hij schreef het nummer dat werd opgenomen in de soundtrack van de film Cocktail en werd het jaar daarop een hit.

## NPO Radio 2 Top 2000
| Nummer met noteringen in de NPO Radio 2 Top 2000 | '99  | '00 | '01  |
| ------------------------------------------------ | ---- | --- | ---- |
| Don't Worry, Be Happy                            | 1557 | -   | 1909 |

1. ↑  Een '-' betekent dat het nummer niet was genoteerd en een vetgedrukt getal geeft de hoogste notering aan.
2. ↑  Deze tabel is bijgewerkt tot en met de laatste editie (2024).

## In popcultuur
- Het lied werd gebruikt in de Amerikaanse verkiezingscampagne van George HW Bush in 1988 als officiële presidentiële campagnelied zonder toestemming of goedkeuring van Bobby McFerrin. McFerrin protesteerde tegen het gebruik van zijn lied en vertelde dat hij op de Democraten zou stemmen. De Bush-campagne had vervolgens naar verluidt afgezien van verder gebruik van het lied.[5]
- In 1989 publiceerde Delacorte Press een boek met de titel Don't Worry, Be Happy met de songtekst, 20 nieuwe verzen geschreven door McFerrin en illustraties van Bennett Carlson.
- Het lied werd populair gemaakt in Jamaica nadat orkaan Gilbert het eiland trof in september 1988 (samenvallend met de release van het lied).[6]
- In 2017 werd het lied gecoverd door Kermit Ruffins, Irvin Mayfield, Jason Marsalis, Cyril Neville, Haley Reinhart en Glen David Andrews voor het album "A Beautiful World" van Ruffins en Mayfield.[7]
- In 2018 werd het lied gebruikt in de animatiefilm Hotel Transylvania 3: Summer Vacation.
- In 2019 werd het nummer de titel van de Vlaamse documentairereeks Don't worry be happy.